# Singoli più venduti negli Stati Uniti d'America
La seguente lista mostra gli artisti e i singoli più venduti negli Stati Uniti.
Le vendite sono indicate secondo le certificazioni della RIAA, sia standard che digitali.

## Vendite fisiche
| Artista          | Singolo                           | Vendite    |
| ---------------- | --------------------------------- | ---------- |
| Bing Crosby      | White Christmas                   | 25.000.000 |
| Elton John       | Candle in the Wind 1997           | 11.000.000 |
| Queen            | Bohemian Rhapsody                 | 8.000.000  |
| USA for Africa   | We Are the World                  | 8.000.000  |
| Gene Autry       | Rudolph, the Red-Nosed Reindeer   | 7.000.000  |
| Journey          | Don't Stop Believin'              | 6.355.000  |
| Whitney Houston  | I Will Always Love You            | 6.139.000  |
| Mills Brothers   | Paper Doll                        | 6.000.000  |
| Patti Page       | The Tennessee Waltz               | 6.000.000  |
| Michael Jackson  | Thriller                          | 6.000.000  |
| Survivor         | Eye of the Tiger                  | 5,492,000  |
| Michael Jackson  | Billie Jean                       | 5.000.000  |
| Queen            | We Are The Champions              | 5.000.000  |
| Elvis Presley    | Hound Dog                         | 5.000.000  |
| Elvis Presley    | Don't Be Cruel                    | 5.000.000  |
| Gene Autry       | That Silver-Haired Daddy Of Mine  | 5.000.000  |
| Barry Sadler     | Ballad of the Green Berets        | 5.000.000  |
| Ben Selvin       | Dardanella                        | 5.000.000  |
| Gene Austin      | My Blue Heaven                    | 5.000.000  |
| Los del Río      | Macarena                          | 4.300.000  |
| Bryan Adams      | (Everything I Do) I Do It for You | 4.100.000  |
| Queen            | Another One Bites The Dust        | 4.000.000  |
| Chic             | Le Freak                          | 4.000.000  |
| Marvin Gaye      | I Heard It Through the Grapevine  | 4.000.000  |
| the Monkees      | I'm a Believer                    | 4.000.000  |
| Debbie Boone     | You Light Up My Life              | 4.000.000  |
| Queen            | We Will Rock You                  | 4.000.000  |
| The Beatles      | Hey Jude                          | 4.000.000  |
| Tag Team         | Whoomp! (There It Is)             | 4.000.000  |
| Jeannie C. Riley | Harper Valley PTA                 | 4.000.000  |
| Paul Mauriat     | Love is Blue                      | 4.000.000  |

## Vendite digitali

### 18 milioni di copie
| Artista    | Singolo           | Vendite    | Certificazione   |
| ---------- | ----------------- | ---------- | ---------------- |
| Ed Sheeran | Thinking Out Loud | 18.000.000 | 18 volte platino |

### 17 milioni di copie
| Artista                       | Singolo       | Vendite    | Certificazione   |
| ----------------------------- | ------------- | ---------- | ---------------- |
| Lil Nas X ft. Billy Ray Cyrus | Old Town Road | 17.000.000 | 17 volte platino |
| Imagine Dragons               | Radioactive   | 17.000.000 | 17 volte platino |

### 14 milioni di copie
| Artista          | Singolo                      | Vendite    | Certificazione   |
| ---------------- | ---------------------------- | ---------- | ---------------- |
| Gotye ft. Kimbra | Somebody That I Used to Know | 14.000.000 | 14 volte platino |

### 13 milioni di copie
| Artista                     | Singolo              | Vendite    | Certificazione   |
| --------------------------- | -------------------- | ---------- | ---------------- |
| Luis Fonsi ft. Daddy Yankee | Despacito            | 13.000.000 | 13 volte platino |
| The Chainsmokers ft. Halsey | Closer               | 13.000.000 | 13 volte platino |
| John Legend                 | All of Me            | 13.000.000 | 13 volte platino |
| Bruno Mars                  | Just the Way You Are | 13.000.000 | 13 volte platino |

### 12 milioni di copie
| Artista                    | Singolo              | Vendite    | Certificazione   |
| -------------------------- | -------------------- | ---------- | ---------------- |
| Katy Perry                 | Firework             | 12.000.000 | 12 volte platino |
| Eminem ft. Rihanna         | Love the Way You Lie | 12.000.000 | 12 volte platino |
| Justin Bieber ft. Ludacris | Baby                 | 12.000.000 | 12 volte platino |

### 11 milioni di copie
| Artista                      | Singolo       | Vendite    | Certificazione   |
| ---------------------------- | ------------- | ---------- | ---------------- |
| Mark Ronson ft. Bruno Mars   | Uptown Funk   | 11.000.000 | 11 volte platino |
| Florida Georgia Line         | Cruise        | 11.000.000 | 11 volte platino |
| Katy Perry ft. Juicy J       | Dark Horse    | 11.000.000 | 11 volte platino |
| Lady Gaga                    | Bad Romance   | 11.000.000 | 11 volte platino |
| Drake                        | God's Plan    | 11.000.000 | 11 volte platino |
| Wiz Khalifa ft. Charlie Puth | See You Again | 11.000.000 | 11 volte platino |
| Pharrell Williams            | Happy         | 11.000.000 | 11 volte platino |
| Pinkfong                     | Baby Shark    | 11.000.000 | 11 volte platino |
| The Weeknd                   | The Hills     | 11.000.000 | 11 volte platino |
| Lady Gaga                    | Just Dance    | 11.000.000 | 11 volte platino |

### 10 milioni di copie
| Artista(i)/Gruppo                   | Brano               | Vendite    | Certificazione   |
| ----------------------------------- | ------------------- | ---------- | ---------------- |
| LMFAO                               | Party Rock Anthem   | 10.000.000 | 10 volte platino |
| Lady Gaga                           | Poker Face          | 10.000.000 | 10 volte platino |
| Katy Perry                          | Roar                | 10.000.000 | 10 volte platino |
| Eminem                              | Not Afraid          | 10.000.000 | 10 volte platino |
| Eminem                              | Lose Yourself       | 10.000.000 | 10 volte platino |
| Carly Rae Jepsen                    | Call Me Maybe       | 10.000.000 | 10 volte platino |
| Taylor Swift                        | Shake It Off        | 10.000.000 | 10 volte platino |
| Macklemore e Ryan Lewis ft. Wanz    | Thrift Shop         | 10.000.000 | 10 volte platino |
| Ed Sheeran                          | Shape of You        | 10.000.000 | 10 volte platino |
| Ed Sheeran                          | Perfect             | 10.000.000 | 10 volte platino |
| OneRepublic                         | Counting Stars      | 10.000.000 | 10 volte platino |
| Robin Thicke ft. T.I. e Pharrell    | Blurred Lines       | 10.000.000 | 10 volte platino |
| Jason Mraz                          | I'm Yours           | 10.000.000 | 10 volte platino |
| Fun. ft. Janelle Monáe              | We Are Young        | 10.000.000 | 10 volte platino |
| Post Malone                         | Congratulations     | 10.000.000 | 10 volte platino |
| Black Eyed Peas                     | I Gotta Feeling     | 10.000.000 | 10 volte platino |
| Meghan Trainor                      | All About That Bass | 10.000.000 | 10 volte platino |
| Lorde                               | Royals              | 10.000.000 | 10 volte platino |
| Bebe Rexha ft. Florida Georgia Line | Meant to Be         | 10.000.000 | 10 volte platino |
| Miley Cyrus                         | Party in the U.S.A. | 10.000.000 | 10 volte platino |
| Bruno Mars                          | Grenade             | 10.000.000 | 10 volte platino |
| Cardi B                             | Bodak Yellow        | 10.000.000 | 10 volte platino |
| Fetty Wap                           | Trap Queen          | 10.000.000 | 10 volte platino |
| Foster the People                   | Pumped Up Kicks     | 10.000.000 | 10 volte platino |
| Queen                               | Bohemian Rhapsody   | 10.000.000 | 10 volte platino |
| Sam Smith                           | Stay with Me        | 10.000.000 | 10 volte platino |
| Travis Scott                        | Sicko Mode          | 10.000.000 | 10 volte platino |

### 9 milioni di copie
| Artista(i)/Gruppo               | Brano             | Vendite   | Certificazione  |
| ------------------------------- | ----------------- | --------- | --------------- |
| Maroon 5 ft. Christina Aguilera | Moves like Jagger | 9.000.000 | 9 volte platino |
| Rihanna ft. Calvin Harris       | We Found Love     | 9.000.000 | 9 volte platino |
| Rihanna                         | Stay              | 9.000.000 | 9 volte platino |
| Lady Antebellum                 | Need You Now      | 9.000.000 | 9 volte platino |
| Camila Cabello ft. Young Thug   | Havana            | 9.000.000 | 9 volte platino |
| Cardi B, Bad Bunny, J Balvin    | I Like It         | 9.000.000 | 9 volte platino |
| Christina Perri                 | A Thousand Years  | 9.000.000 | 9 volte platino |
| Flo Rida ft. T-Pain             | Low               | 9.000.000 | 9 volte platino |
| Future ft. Drake                | Life Is Good      | 9.000.000 | 9 volte platino |
| Justin Bieber                   | Sorry             | 9.000.000 | 9 volte platino |
| Kanye West                      | Stronger          | 9.000.000 | 9 volte platino |
| Lady Gaga                       | Just Dance        | 9.000.000 | 9 volte platino |
| Pitbull ft. Kesha               | Timber            | 9.000.000 | 9 volte platino |
| The Chainsmokers                | Don't Let Me Down | 9.000.000 | 9 volte platino |
| XXXTentacion                    | Sad!              | 9.000.000 | 9 volte platino |

### 8 milioni di copie
| Artista(i)/Gruppo                                                | Brano                           | Vendite   | Certificazione  |
| ---------------------------------------------------------------- | ------------------------------- | --------- | --------------- |
| Adele                                                            | Rolling in the Deep             | 8.000.000 | 8 volte platino |
| LMFAO                                                            | Sexy and I Know It              | 8.000.000 | 8 volte platino |
| Kesha                                                            | Tik Tok                         | 8.000.000 | 8 volte platino |
| Bruno Mars                                                       | When I Was Your Man             | 8.000.000 | 8 volte platino |
| Maroon 5                                                         | Sugar                           | 8.000.000 | 8 volte platino |
| Maroon 5 ft. Cardi B                                             | Girls like You                  | 8.000.000 | 8 volte platino |
| Taylor Swift                                                     | Love Story                      | 8.000.000 | 8 volte platino |
| Taylor Swift                                                     | Blank Space                     | 8.000.000 | 8 volte platino |
| Katy Perry                                                       | E.T.                            | 8.000.000 | 8 volte platino |
| Katy Perry                                                       | Hot n Cold                      | 8.000.000 | 8 volte platino |
| Katy Perry                                                       | Teenage Dream                   | 8.000.000 | 8 volte platino |
| Katy Perry ft. Snoop Dogg                                        | California Gurls                | 8.000.000 | 8 volte platino |
| Drake                                                            | One Dance                       | 8.000.000 | 8 volte platino |
| Drake                                                            | Hotline Bling                   | 8.000.000 | 8 volte platino |
| Taio Cruz                                                        | Dynamite                        | 8.000.000 | 8 volte platino |
| Nicki Minaj                                                      | Super Bass                      | 8.000.000 | 8 volte platino |
| Idina Menzel                                                     | Let It Go                       | 8.000.000 | 8 volte platino |
| Post Malone ft. 21 Savage                                        | Rockstar                        | 8.000.000 | 8 volte platino |
| Post Malone e Swae Lee                                           | Sunflower                       | 8.000.000 | 8 volte platino |
| 6ix9ine                                                          | Fefe                            | 8.000.000 | 8 volte platino |
| Darius Rucker                                                    | Wagon Wheel                     | 8.000.000 | 8 volte platino |
| DJ Khaled ft. Justin Bieber, Quavo, Chance the Rapper, Lil Wayne | I'm the One                     | 8.000.000 | 8 volte platino |
| French Montana ft. Swae Lee                                      | Unforgettable                   | 8.000.000 | 8 volte platino |
| Future                                                           | Mask Off                        | 8.000.000 | 8 volte platino |
| Iggy Azalea ft. Charli XCX                                       | Fancy                           | 8.000.000 | 8 volte platino |
| Jay-Z e Kanye West                                               | Niggas in Paris                 | 8.000.000 | 8 volte platino |
| Jessie J, Ariana Grande, Nicki Minaj                             | Bang Bang                       | 8.000.000 | 8 volte platino |
| Justin Bieber                                                    | Love Yourself                   | 8.000.000 | 8 volte platino |
| Kanye West                                                       | Gold Digger                     | 8.000.000 | 8 volte platino |
| Lil Wayne                                                        | Lollipop                        | 8.000.000 | 8 volte platino |
| Mariah Carey                                                     | All I Want for Christmas Is You | 8.000.000 | 8 volte platino |
| Rihanna                                                          | Work                            | 8.000.000 | 8 volte platino |
| Survivor                                                         | Eye of the Tiger                | 8.000.000 | 8 volte platino |
| The Chainsmokers e Coldplay                                      | Something Just like This        | 8.000.000 | 8 volte platino |
| The Weeknd                                                       | Starboy                         | 8.000.000 | 8 volte platino |
| The Weeknd                                                       | Can't Feel My Face              | 8.000.000 | 8 volte platino |
| Travis Scott                                                     | Goosebumps                      | 8.000.000 | 8 volte platino |
| Twenty One Pilots                                                | Stressed Out                    | 8.000.000 | 8 volte platino |
| Whitney Houston                                                  | I Will Always Love You          | 8.000.000 | 8 volte platino |

### 7 milioni di copie
| Artista                                  | Brano                   | Vendite   | Certificazione  |
| ---------------------------------------- | ----------------------- | --------- | --------------- |
| Bruno Mars                               | That's What I Like      | 7.000.000 | 7 volte platino |
| Bruno Mars                               | Locked Out of Heaven    | 7.000.000 | 7 volte platino |
| Bruno Mars                               | The Lazy Song           | 7.000.000 | 7 volte platino |
| Maroon 5                                 | Payphone                | 7.000.000 | 7 volte platino |
| Taylor Swift                             | You Belong With Me      | 7.000.000 | 7 volte platino |
| Taylor Swift                             | I Knew You Were Trouble | 7.000.000 | 7 volte platino |
| Shawn Mendes                             | Stitches                | 7.000.000 | 7 volte platino |
| Adele                                    | Hello                   | 7.000.000 | 7 volte platino |
| Cee Lo Green                             | Fuck You!               | 7.000.000 | 7 volte platino |
| Fun.                                     | Some Nights             | 7.000.000 | 7 volte platino |
| Rihanna                                  | Needed Me               | 7.000.000 | 7 volte platino |
| Rihanna ft. Mikky Ekko                   | Stay                    | 7.000.000 | 7 volte platino |
| Khalid                                   | Location                | 7.000.000 | 7 volte platino |
| Kendrick Lamar                           | Humble                  | 7.000.000 | 7 volte platino |
| French Montana ft. Swae Lee              | Unforgettable           | 7.000.000 | 7 volte platino |
| Roddy Ricch                              | The Box                 | 7.000.000 | 7 volte platino |
| Alicia Keys                              | No One                  | 7.000.000 | 7 volte platino |
| Chris Brown ft. Lil Wayne e Busta Rhymes | Look at Me Now          | 7.000.000 | 7 volte platino |
| Chris Stapleton                          | Tennessee Whiskey       | 7.000.000 | 7 volte platino |
| D.R.A.M.                                 | Broccoli                | 7.000.000 | 7 volte platino |
| Flo Rida ft. Kesha                       | Right Round             | 7.000.000 | 7 volte platino |
| Future ft. The Weeknd                    | Low Life                | 7.000.000 | 7 volte platino |
| Halsey                                   | Without Me              | 7.000.000 | 7 volte platino |
| Justin Bieber                            | What Do You Mean?       | 7.000.000 | 7 volte platino |
| Kanye West                               | Heartless               | 7.000.000 | 7 volte platino |
| Lil Baby e Gunna                         | Drip Too Hard           | 7.000.000 | 7 volte platino |
| Lil Uzi Vert                             | XO Tour Llif3           | 7.000.000 | 7 volte platino |
| Lukas Graham                             | 7 Years                 | 7.000.000 | 7 volte platino |
| Owl City                                 | Fireflies               | 7.000.000 | 7 volte platino |
| Sam Smith                                | I'm Not the Only One    | 7.000.000 | 7 volte platino |
| The Band Perry                           | If I Die Young          | 7.000.000 | 7 volte platino |
| The Weeknd                               | Blinding Lights         | 7.000.000 | 7 volte platino |
| The Weeknd                               | Earned It               | 7.000.000 | 7 volte platino |
| Twenty One Pilots                        | Heathens                | 7.000.000 | 7 volte platino |
| Tyga ft. Offset                          | Taste                   | 7.000.000 | 7 volte platino |

### 6 milioni di copie
| Artista                                    | Brano                                                | Vendite   | Certificazione  |
| ------------------------------------------ | ---------------------------------------------------- | --------- | --------------- |
| Train                                      | Hey, Soul Sister                                     | 6.000.000 | 6 volte platino |
| Train                                      | Drops of Jupiter (Tell Me)                           | 6.000.000 | 6 volte platino |
| Taylor Swift                               | We Are Never Ever Getting Back Together              | 6.000.000 | 6 volte platino |
| Taylor Swift                               | Bad Blood                                            | 6.000.000 | 6 volte platino |
| Billie Eilish                              | Bad Guy                                              | 6.000.000 | 6 volte platino |
| Eminem ft. Rihanna                         | The Monster                                          | 6.000.000 | 6 volte platino |
| Maroon 5                                   | One More Night                                       | 6.000.000 | 6 volte platino |
| Taylor Swift                               | We Are Never Ever Getting Back Together              | 6.000.000 | 6 volte platino |
| Ariana Grande                              | Problem                                              | 6.000.000 | 6 volte platino |
| Macklemore e Ryan Lewis ft. Ray Dalton     | Can't Hold Us                                        | 6.000.000 | 6 volte platino |
| Katy Perry                                 | Last Friday Night                                    | 6.000.000 | 6 volte platino |
| Katy Perry                                 | I Kissed a Girl                                      | 6.000.000 | 6 volte platino |
| Drake                                      | The Motto                                            | 6.000.000 | 6 volte platino |
| Drake                                      | Started from the Bottom                              | 6.000.000 | 6 volte platino |
| Drake                                      | Forever                                              | 6.000.000 | 6 volte platino |
| Drake                                      | Hold On, We're Going Home                            | 6.000.000 | 6 volte platino |
| Pitbull ft. Ne-Yo, Afrojack e Nayer        | Give Me Everything                                   | 6.000.000 | 6 volte platino |
| Nicki Minaj                                | Starships                                            | 6.000.000 | 6 volte platino |
| A Great Big World e Christina Aguilera     | Say Something                                        | 6.000.000 | 6 volte platino |
| Justin Bieber                              | Boyfriend                                            | 6.000.000 | 6 volte platino |
| Rihanna                                    | Only Girl (in the World)                             | 6.000.000 | 6 volte platino |
| Rihanna ft. Drake                          | What's My Name?                                      | 6.000.000 | 6 volte platino |
| Rihanna                                    | Disturbia                                            | 6.000.000 | 6 volte platino |
| Rihanna                                    | Umbrella                                             | 6.000.000 | 6 volte platino |
| Rihanna                                    | Diamonds                                             | 6.000.000 | 6 volte platino |
| Bastille                                   | Pompeii                                              | 6.000.000 | 6 volte platino |
| Khalid                                     | Young Dumb & Broke                                   | 6.000.000 | 6 volte platino |
| Future                                     | Mask Off                                             | 6.000.000 | 6 volte platino |
| J Cole                                     | No Role Modelz                                       | 6.000.000 | 6 volte platino |
| J Cole                                     | Middle Child                                         | 6.000.000 | 6 volte platino |
| XXXTentacion                               | Moonlight                                            | 6.000.000 | 6 volte platino |
| XXXTentacion                               | Love                                                 | 6.000.000 | 6 volte platino |
| A$AP Rocky                                 | F**kin' Problems                                     | 6.000.000 | 6 volte platino |
| Avicii                                     | Wake Me Up                                           | 6.000.000 | 6 volte platino |
| Awolnation                                 | Sail                                                 | 6.000.000 | 6 volte platino |
| B.o.B ft. Hayley Williams                  | Airplanes                                            | 6.000.000 | 6 volte platino |
| Big Sean                                   | I Don't Fuck with You                                | 6.000.000 | 6 volte platino |
| Calvin Harris e Rihanna                    | This Is What You Came For                            | 6.000.000 | 6 volte platino |
| Capital Cities                             | Safe and Sound                                       | 6.000.000 | 6 volte platino |
| Carrie Underwood                           | Before He Cheats                                     | 6.000.000 | 6 volte platino |
| Christina Perri                            | Jar of Hearts                                        | 6.000.000 | 6 volte platino |
| Dan + Shay                                 | Tequila                                              | 6.000.000 | 6 volte platino |
| DJ Snake e Lil Jon                         | Turn Down for What                                   | 6.000.000 | 6 volte platino |
| Earth, Wind & Fire                         | September                                            | 6.000.000 | 6 volte platino |
| Fall Out Boy                               | My Songs Know What You Did in the Dark (Light Em Up) | 6.000.000 | 6 volte platino |
| Fetty Wap                                  | 679                                                  | 6.000.000 | 6 volte platino |
| Flo Rida                                   | My House                                             | 6.000.000 | 6 volte platino |
| Florida Georgia Line ft. Luke Bryan        | This Is How We Roll                                  | 6.000.000 | 6 volte platino |
| Florida Georgia Line                       | H.O.L.Y.                                             | 6.000.000 | 6 volte platino |
| Hozier                                     | Take Me to Church                                    | 6.000.000 | 6 volte platino |
| Jason Mraz                                 | I Won't Give Up                                      | 6.000.000 | 6 volte platino |
| Jay Sean                                   | Down                                                 | 6.000.000 | 6 volte platino |
| Juice Wrld                                 | Lucid Dreams                                         | 6.000.000 | 6 volte platino |
| Kane Brown ft. Lauren Alaina               | What Ifs                                             | 6.000.000 | 6 volte platino |
| Kane Brown                                 | Heaven                                               | 6.000.000 | 6 volte platino |
| Kyle ft. Lil Yachty                        | Ispy                                                 | 6.000.000 | 6 volte platino |
| Lady Gaga                                  | Born This Way                                        | 6.000.000 | 6 volte platino |
| Lil Baby ft. Drake                         | Yes Indeed                                           | 6.000.000 | 6 volte platino |
| Lil Wayne                                  | 6 Foot 7 Foot                                        | 6.000.000 | 6 volte platino |
| Lizzo                                      | Truth Hurts                                          | 6.000.000 | 6 volte platino |
| Logic                                      | 1-800-273-8255                                       | 6.000.000 | 6 volte platino |
| Luke Bryan                                 | Country Girl (Shake It for Me)                       | 6.000.000 | 6 volte platino |
| Luke Bryan                                 | Play It Again                                        | 6.000.000 | 6 volte platino |
| Marshmello e Bastille                      | Happier                                              | 6.000.000 | 6 volte platino |
| Michael Jackson                            | Thriller                                             | 6.000.000 | 6 volte platino |
| Mike Posner                                | I Took a Pill in Ibiza                               | 6.000.000 | 6 volte platino |
| Offset e Metro Boomin                      | Ric Flair Drip                                       | 6.000.000 | 6 volte platino |
| Passenger                                  | Let Her Go                                           | 6.000.000 | 6 volte platino |
| Rachel Platten                             | Fight Song                                           | 6.000.000 | 6 volte platino |
| Rae Sremmurd ft. Gucci Mane                | Black Beatles                                        | 6.000.000 | 6 volte platino |
| Sam Hunt                                   | Body like a Back Road                                | 6.000.000 | 6 volte platino |
| Sam Smith                                  | Too Good at Goodbyes                                 | 6.000.000 | 6 volte platino |
| Silentó                                    | Watch Me (Whip/Nae Nae)                              | 6.000.000 | 6 volte platino |
| Snoop Dogg e Wiz Khalifa                   | Young, Wild & Free                                   | 6.000.000 | 6 volte platino |
| The Neighbourhood                          | Sweater Weather                                      | 6.000.000 | 6 volte platino |
| Thomas Rhett                               | Die a Happy Man                                      | 6.000.000 | 6 volte platino |
| Toto                                       | Africa                                               | 6.000.000 | 6 volte platino |
| Twenty One Pilots                          | Ride                                                 | 6.000.000 | 6 volte platino |
| Ty Dolla Sign ft. Wiz Khalifa e DJ Mustard | Or Nah                                               | 6.000.000 | 6 volte platino |
| Vance Joy                                  | Riptide                                              | 6.000.000 | 6 volte platino |
| Wiz Khalifa                                | Black and Yellow                                     | 6.000.000 | 6 volte platino |
| Zac Brown Band                             | Chicken Fried                                        | 6.000.000 | 6 volte platino |

### 5 milioni di copie
| Artista                               | Brano                        | Vendite   | Certificazione  |
| ------------------------------------- | ---------------------------- | --------- | --------------- |
| Adele                                 | Someone like You             | 5.000.000 | 5 volte platino |
| Kesha                                 | We R Who We R                | 5.000.000 | 5 volte platino |
| Bruno Mars                            | 24K Magic                    | 5.000.000 | 5 volte platino |
| Bruno Mars                            | It Will Rain                 | 5.000.000 | 5 volte platino |
| Imagine Dragons                       | Demons                       | 5.000.000 | 5 volte platino |
| Imagine Dragons                       | Believer                     | 5.000.000 | 5 volte platino |
| Imagine Dragons                       | Thunder                      | 5.000.000 | 5 volte platino |
| Eminem                                | Till I Collapse              | 5.000.000 | 5 volte platino |
| Ariana Grande                         | 7 Rings                      | 5.000.000 | 5 volte platino |
| Ariana Grande                         | Thank U, Next                | 5.000.000 | 5 volte platino |
| Ed Sheeran                            | The A Team                   | 5.000.000 | 5 volte platino |
| Katy Perry                            | Wide Awake                   | 5.000.000 | 5 volte platino |
| Miley Cyrus                           | Wrecking Ball                | 5.000.000 | 5 volte platino |
| Miley Cyrus                           | We Can't Stop                | 5.000.000 | 5 volte platino |
| Drake                                 | In My Feelings               | 5.000.000 | 5 volte platino |
| Drake                                 | Nice for What                | 5.000.000 | 5 volte platino |
| Drake                                 | Take Care                    | 5.000.000 | 5 volte platino |
| Drake, Future                         | Jumpman                      | 5.000.000 | 5 volte platino |
| G-Eazy e Bebe Rexha                   | Me, Myself & I               | 5.000.000 | 5 volte platino |
| Justin Bieber                         | One Time                     | 5.000.000 | 5 volte platino |
| Justin Bieber ft. Jaden Smith         | Never Say Never              | 5.000.000 | 5 volte platino |
| Pink                                  | Raise Your Glass             | 5.000.000 | 5 volte platino |
| Rihanna                               | Rude Boy                     | 5.000.000 | 5 volte platino |
| Rihanna                               | S&M                          | 5.000.000 | 5 volte platino |
| Gnash ft. Olivia O'Brien              | I Hate U, I Love U           | 5.000.000 | 5 volte platino |
| G-Eazy ft. A$AP Rocky e Cardi B       | No Limit                     | 5.000.000 | 5 volte platino |
| Lil Pump                              | Gucci Gang                   | 5.000.000 | 5 volte platino |
| Zayn                                  | Pillowtalk                   | 5.000.000 | 5 volte platino |
| Demi Lovato                           | Sorry Not Sorry              | 5.000.000 | 5 volte platino |
| Big Sean                              | Bounce Back                  | 5.000.000 | 5 volte platino |
| XXXTentacion                          | Jocelyn Flores               | 5.000.000 | 5 volte platino |
| Black Eyed Peas                       | Boom Boom Pow                | 5.000.000 | 5 volte platino |
| 21 Savage                             | Bank Account                 | 5.000.000 | 5 volte platino |
| 3 Doors Down                          | Kryptonite                   | 5.000.000 | 5 volte platino |
| A Boogie wit da Hoodie                | Drowning                     | 5.000.000 | 5 volte platino |
| Alicia Keys                           | Girl on Fire                 | 5.000.000 | 5 volte platino |
| Auliʻi Cravalho                       | How Far I'll Go              | 5.000.000 | 5 volte platino |
| Bazzi                                 | Mine                         | 5.000.000 | 5 volte platino |
| BlocBoy JB ft. Drake                  | Look Alive                   | 5.000.000 | 5 volte platino |
| Bobby Shmurda                         | Hot Boy aka Hot Nigga        | 5.000.000 | 5 volte platino |
| Brantley Gilbert                      | Bottoms Up                   | 5.000.000 | 5 volte platino |
| Brett Young                           | In Case You Didn't Know      | 5.000.000 | 5 volte platino |
| Calvin Harris                         | Summer                       | 5.000.000 | 5 volte platino |
| Cardi B ft. Megan Thee Stallion       | WAP                          | 5.000.000 | 5 volte platino |
| Childish Gambino                      | Redbone                      | 5.000.000 | 5 volte platino |
| Chris Brown                           | Forever                      | 5.000.000 | 5 volte platino |
| Dan + Shay                            | Speechless                   | 5.000.000 | 5 volte platino |
| Desiigner                             | Panda                        | 5.000.000 | 5 volte platino |
| DJ Khaled ft. Rihanna e Bryson Tiller | Wild Thoughts                | 5.000.000 | 5 volte platino |
| DNCE                                  | Cake by the Ocean            | 5.000.000 | 5 volte platino |
| Don Omar                              | Danza kuduro                 | 5.000.000 | 5 volte platino |
| Dua Lipa                              | New Rules                    | 5.000.000 | 5 volte platino |
| Ella Mai                              | Boo'd Up                     | 5.000.000 | 5 volte platino |
| Ellie Goulding                        | Love Me like You Do          | 5.000.000 | 5 volte platino |
| Ellie Goulding                        | Lights                       | 5.000.000 | 5 volte platino |
| Eric Church                           | Springsteen                  | 5.000.000 | 5 volte platino |
| Fifth Harmony ft. Ty Dolla Sign       | Work from Home               | 5.000.000 | 5 volte platino |
| Flo Rida                              | Whistle                      | 5.000.000 | 5 volte platino |
| Flo Rida                              | Wild Ones                    | 5.000.000 | 5 volte platino |
| Flo Rida                              | Good Feeling                 | 5.000.000 | 5 volte platino |
| Gwen Stefani                          | Hollaback Girl               | 5.000.000 | 5 volte platino |
| Gym Class Heroes                      | Stereo Hearts                | 5.000.000 | 5 volte platino |
| Halsey                                | Bad at Love                  | 5.000.000 | 5 volte platino |
| Hunter Hayes                          | Wanted                       | 5.000.000 | 5 volte platino |
| James Bay                             | Let It Go                    | 5.000.000 | 5 volte platino |
| Jason Derulo                          | Whatcha Say                  | 5.000.000 | 5 volte platino |
| Jeremih                               | Down on Me                   | 5.000.000 | 5 volte platino |
| Journey                               | Don't Stop Believin'         | 5.000.000 | 5 volte platino |
| Julia Michaels                        | Issues                       | 5.000.000 | 5 volte platino |
| Kanye West                            | All of the Lights            | 5.000.000 | 5 volte platino |
| Khalid e Normani                      | Love Lies                    | 5.000.000 | 5 volte platino |
| Kid Cudi                              | Pursuit of Happiness         | 5.000.000 | 5 volte platino |
| Kid Cudi                              | Day 'n' Nite                 | 5.000.000 | 5 volte platino |
| Kodak Black ft. Travis Scott e Offset | Zeze                         | 5.000.000 | 5 volte platino |
| Lady Gaga                             | Paparazzi                    | 5.000.000 | 5 volte platino |
| Lady Gaga                             | Telephone                    | 5.000.000 | 5 volte platino |
| Lil Nas X                             | Panini                       | 5.000.000 | 5 volte platino |
| Lil Wayne                             | How to Love                  | 5.000.000 | 5 volte platino |
| Lil Wayne                             | Love Me                      | 5.000.000 | 5 volte platino |
| Lil Wayne                             | A Milli                      | 5.000.000 | 5 volte platino |
| Linkin Park                           | What I've Done               | 5.000.000 | 5 volte platino |
| Little Big Town                       | Girl Crush                   | 5.000.000 | 5 volte platino |
| Luke Bryan                            | That's My Kind of Night      | 5.000.000 | 5 volte platino |
| Luke Bryan                            | Drunk on You                 | 5.000.000 | 5 volte platino |
| Luke Bryan                            | Don't Want This Night to End | 5.000.000 | 5 volte platino |
| Meek Mill ft. Drake                   | Going Bad                    | 5.000.000 | 5 volte platino |
| Michael Jackson                       | Billie Jean                  | 5.000.000 | 5 volte platino |
| Mustard e Roddy Ricch                 | Ballin'                      | 5.000.000 | 5 volte platino |
| NF                                    | Let You Down                 | 5.000.000 | 5 volte platino |
| Of Monsters and Men                   | Little Talks                 | 5.000.000 | 5 volte platino |
| Panic! at the Disco                   | High Hopes                   | 5.000.000 | 5 volte platino |
| Polo G ft. Lil Tjay                   | Pop Out                      | 5.000.000 | 5 volte platino |
| Portugal. The Man                     | Feel It Still                | 5.000.000 | 5 volte platino |
| Post Malone                           | Psycho                       | 5.000.000 | 5 volte platino |
| Post Malone                           | White Iverson                | 5.000.000 | 5 volte platino |
| Post Malone                           | I Fall Apart                 | 5.000.000 | 5 volte platino |
| Psy                                   | Gangnam Style                | 5.000.000 | 5 volte platino |
| Rascal Flatts                         | What Hurts the Most          | 5.000.000 | 5 volte platino |
| Russ                                  | Losin Control                | 5.000.000 | 5 volte platino |
| Sam Hunt                              | Take Your Time               | 5.000.000 | 5 volte platino |
| Sam Smith                             | Lay Me Down                  | 5.000.000 | 5 volte platino |
| Sheck Wes                             | Mo Bamba                     | 5.000.000 | 5 volte platino |
| Snow Patrol                           | Chasing Cars                 | 5.000.000 | 5 volte platino |
| Swedish House Mafia                   | Don't You Worry Child        | 5.000.000 | 5 volte platino |
| The Chainsmokers                      | Roses                        | 5.000.000 | 5 volte platino |
| The Fray                              | How to Save a Life           | 5.000.000 | 5 volte platino |
| TLC                                   | No Scrubs                    | 5.000.000 | 5 volte platino |
| Tove Lo                               | Habits (Stay High)           | 5.000.000 | 5 volte platino |
| Walk the Moon                         | Shut Up and Dance            | 5.000.000 | 5 volte platino |
| YG                                    | My Hitta                     | 5.000.000 | 5 volte platino |
| YNW Melly                             | Murder on My Mind            | 5.000.000 | 5 volte platino |

Alcune canzoni, sebbene abbiano raggiunto le 5 milioni di copie vendute, non sono state ancora certificate.
| Artista                   | Brano                            | Vendite   | Certificazione  |
| ------------------------- | -------------------------------- | --------- | --------------- |
| Coldplay                  | Viva la vida                     | 6.052.000 | 3 volte platino |
| Timbaland ft. OneRepublic | Apologize                        | 5.456.000 | 3 volte platino |
| Jay Z e Alicia Keys       | Empire State of Mind             | 5.144.000 | 3 volte platino |
| Beyoncé                   | Single Ladies (Put a Ring on It) | 5.000.000 | 4 volte platino |
| Soulja Boy                | Crank That                       | 5.000.000 | 3 volte platino |

## Artisti con più singoli certificati 5 volte platino
I seguenti artisti hanno pubblicato almeno tre singoli che hanno venduto oltre 5 milioni di copie negli Stati Uniti.
| Artista              | Singoli |
| -------------------- | ------- |
| Rihanna              | 16      |
| Drake                | 15      |
| Katy Perry           | 10      |
| Bruno Mars           | 9       |
| Taylor Swift         | 7       |
| Justin Bieber        | 7       |
| Lady Gaga            | 6       |
| Post Malone          | 6       |
| Flo Rida             | 6       |
| Kanye West           | 6       |
| The Weeknd           | 5       |
| Maroon 5             | 5       |
| Cardi B              | 5       |
| Eminem               | 5       |
| Sam Smith            | 5       |
| Luke Bryan           | 5       |
| Florida Georgia Line | 4       |
| Imagine Dragons      | 4       |
| Kesha                | 4       |
| Ed Sheeran           | 4       |
| Ariana Grande        | 4       |
| The Chainsmokers     | 4       |
| Wiz Khalifa          | 4       |
| XXXTentacion         | 4       |
| Miley Cyrus          | 3       |
| Nicki Minaj          | 3       |
| Adele                | 3       |
| Halsey               | 3       |
| Future               | 3       |
| Twenty One Pilots    | 3       |

## Artisti con più singoli certificati diamante
I seguenti artisti hanno pubblicato singoli che hanno venduto oltre 10 milioni di copie negli Stati Uniti.
| Artista          | Singoli |
| ---------------- | ------- |
| Katy Perry       | 3       |
| Lady Gaga        | 3       |
| Taylor Swift     | 1       |
| Meghan Trainor   | 1       |
| Lorde            | 1       |
| Carly Rae Jepsen | 1       |

## Singoli più venduti ogni anno
Dal 1992 al 2004, le copie fisiche. Dal 2005 le copie digitali.

### Singoli fisici
- 1992: "I Will Always Love You", Whitney Houston - 3,086,000
- 1993: "Whoomp! (There It Is)", Tag Team - 2,754,000
- 1994: "I'll Make Love To You", Boyz II Men - 1,627,000
- 1995: "Gangsta's Paradise", Coolio featuring L.V. - 2,534,000
- 1996: "Macarena (bayside boys mix)", Los del Río - 3,747,000
- 1997: "Candle In The Wind 1997", Elton John - 8,111,000
- 1998: "The Boy Is Mine", Brandy & Monica - 2,591,000
- 1999: "Believe", Cher - 1,707,000
- 2000: "Maria, Maria", Santana featuring The Product G&B - 1,337,000
- 2001: "Loverboy", Mariah Carey - 571,000
- 2002: "A Moment Like This", Kelly Clarkson - 600,000
- 2003: "This Is The Night", Clay Aiken - 948,000
- 2004: "I Believe", Fantasia - 401,000

### Singoli digitali
- 2005: Hollaback Girl, Gwen Stefani - 1,200,000[30]
- 2006: SOS, Rihanna - 2,015,594[31]
- 2007: Girlfriend, Avril Lavigne - 3,612,000
- 2008: Bleeding Love, Leona Lewis - 3,420,000
- 2009: Poker face, Lady Gaga - 4,762,000
- 2010: California Gurls, Katy Perry ft. Snoop Dogg - 4,398,000
- 2011: Rolling in the Deep, Adele - 5,813,000[32]
- 2012: Somebody That I Used To Know, Gotye ft. Kimbra - 6,801,000[33]
- 2013: Blurred Lines, Robin Thicke ft. Pharrell Williams e T.I. - 6,500,000[34]
- 2014: Happy, Pharrell Williams - 6,450,000[35]
- 2015: Uptown Funk!, Mark Ronson ft. Bruno Mars, 5,529,000[36]
- 2016: Can't Stop The Feeling, Justin Timberlake - 2,495,000[37]
- 2017: Despacito, Luis Fonsi e Daddy Yankee ft. Justin Bieber - 2,692,000[38]

## Artisti che hanno venduto più singoli
Nel 2021 la RIAA ha stabilito chi sono i 10 artisti che hanno venduto la maggior quantità di singoli negli Stati Uniti.
1. Drake - 163.5 milioni
2. Rihanna - 138 m
3. Taylor Swift - 134 m
4. Kanye West - 108 m
5. Eminem - 107.5 m
6. Katy Perry- 105 m
7. Justin Bieber - 96 m
8. The Weeknd - 83 m
9. Lady Gaga - 80 m
10. Bruno Mars - 79.5 m